# Campane tintinnanti

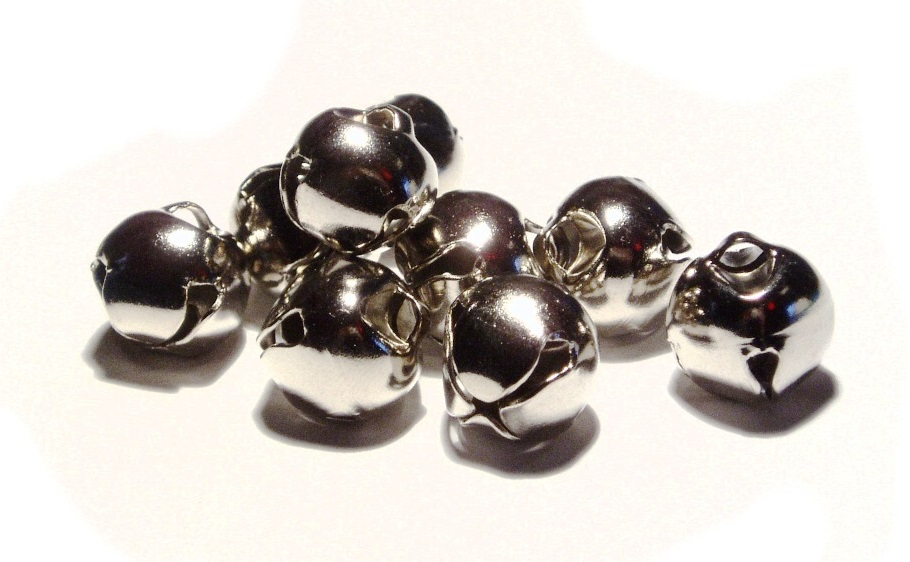
Campanelli da slitta

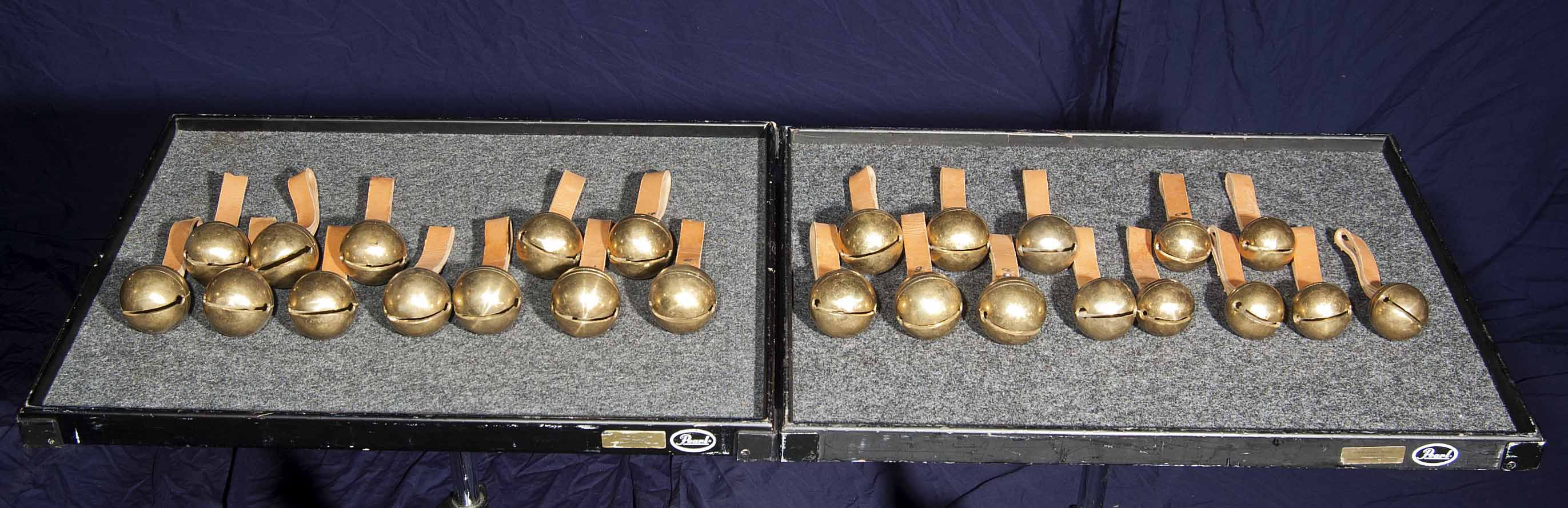
Campanelli da slitta cromatici accordati, gamma F4-F6

Quattro campanelli attorno all'incudine nello stemma di Nurmo

Le campane tintinnanti (o campanelli) sono uno strumento musicale che produce un caratteristico suono tintinnante, soprattutto in grandi numeri. Trovano utilizzo in molte aree come strumenti a percussione, compreso il classico suono dei campanelli da slitta e il ballo del Morris. Sono generalmente utilizzati come alternativa più economica ai piccoli campanelli "classici".
I campanelli più semplici sono prodotti da un unico pezzo di lamiera, piegato in una forma approssimativamente sferica per contenere in un piccolo cuscinetto a sfera o un corto pezzo di asta metallica. Questo metodo di produzione dà, come risultato, la classica forma a due o quattro foglie. Due metà possono anche essere unite insieme, creando una cresta attorno al centro. Una biglia vitrea può anche essere utilizzata come suoneria su campane più grandi.

## Storia
Campane di questo tipo vennero sviluppate secoli fa dai crotali per il fissaggio dei finimenti per cavalli o delle pariglie dei cavalli. Tipicamente venivano utilizzati per veicoli trainati da cavalli, come carrozze e slitte. I campanelli erano progettati per emettere un suono metallico ogni volta che il cavallo e il veicolo erano in movimento. Lo scopo era forse quello di annunciare l'avvicinarsi di qualcuno più importante, o probabilmente di avvisare i pedoni dell'avvicinamento del veicolo in modo che possano farsi da parte per evitare collisioni e potenziali lesioni. Ciò era particolarmente importante per le slitte, che altrimenti non emettono quasi nessun rumore mentre viaggiano sulla neve compatta e sono difficili da fermare rapidamente. Questo strumento veniva utilizzato anche per divertire i bambini nei giochi e nelle canzoni.

## Uso
I campanelli sono comunemente usati sulle decorazioni natalizie o come ornamenti natalizi stessi, o appesi al collo come una collana. Possono essere infilati anche su un filo pesante e piegati a forma di ghirlanda, solitamente con un fiocco di metallo. Invece dell'apertura a forma di croce sul fondo, altri disegni possono essere ritagliati nella campana, come un fiocco di neve. Piccoli disegni come stelle possono essere anche ritagliati nella parte superiore della campana. Vennero aggiunti anche dei campanelli alle maniche pendenti che annunciavano l'apparizione del giullare di corte.
Nella musica classica, Gustav Mahler utilizza i campanelli nella sua 4ª Sinfonia; mentre Sergej Prokof'ev richiede I campanelli da slitta nella sua suite Il tenente Kiže.
Ancora oggi, in molti luoghi, l'uso dei campanelli è richiesto dalla legge per le slitte trainate dai cavalli.